# 北卡爾沃赫洛峰
61°22′16″N 8°37′50″E / 61.37111°N 8.63056°E
北卡爾沃赫洛峰是挪威的山峰，位於該國東南部內陸郡，處於旺鎮，距離首都奧斯陸200公里，屬於尤通黑門山脈的一部分，海拔高度1,745米，受凍原氣候影響。